# Военная школа (Париж)
Военная школа или Военное училище (фр. École militaire, IPA [ekɔl militɛʁ]) — обширный комплекс зданий различных военных учреждений Франции, расположенный в 7-м округе Парижа, в юго-восточной части Марсова поля.

## История
Военная школа l'École royale militaire была основана после войны за австрийское наследство 18 января 1751 года, по приказу Людовика XV на основании предложения маршала Морица Саксонского, при поддержке мадам де Помпадур и финансиста Жозефа Пари Дюверне. Целью её создания было дать военное офицерское образование выходцам из бедных дворянских семей. Здание школы было спроектировано Анж-Жаком Габриэлем, строительство началось в 1752 году на землях фермы Гренель, но школа открылась лишь в 1760 году. Граф Сен-Жермен реорганизовал её в 1777 году под названием École des Cadets-gentilshommes (Школа молодых дворян). Молодой Наполеон Бонапарт был принят в школу в 1784 году, где  из-за материальных затруднений провел один год вместо положенных двух. Несмотря на короткий срок обучения, Наполеон сдал выпускные экзамены и занял 42‑е место из 58.

## Военные учреждения

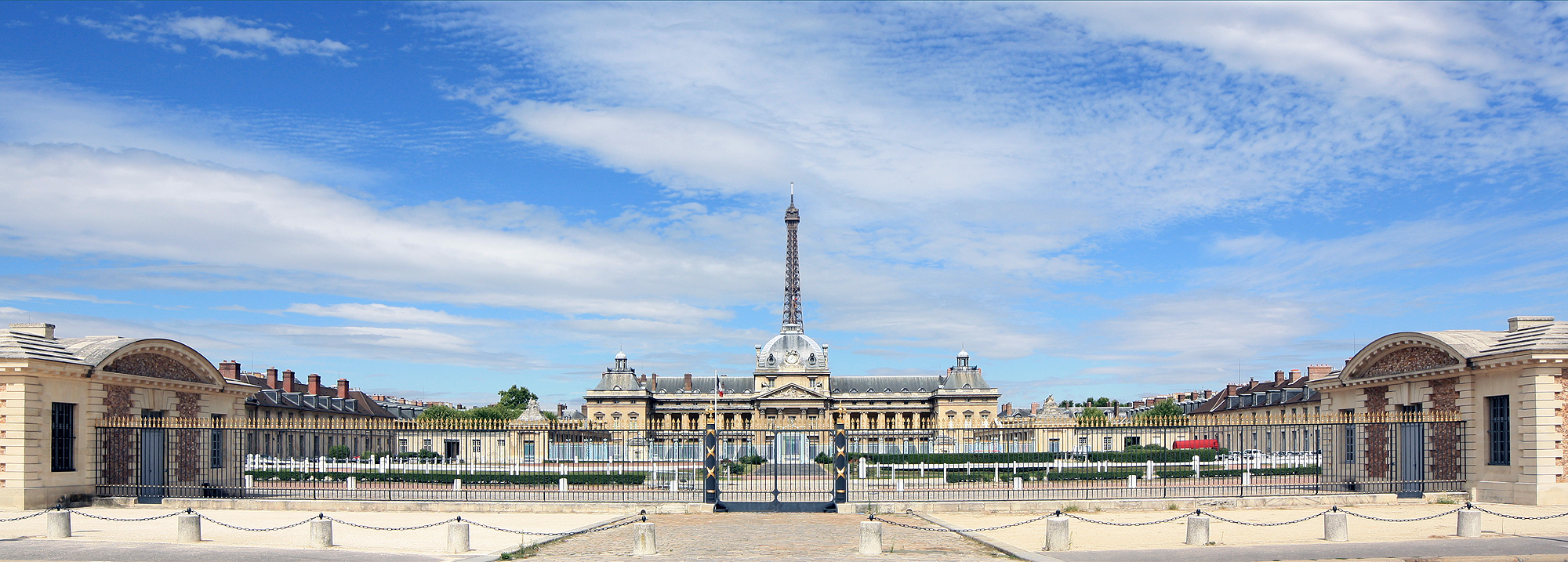
Вид на Военную школу со стороны площади де Фонтенуа

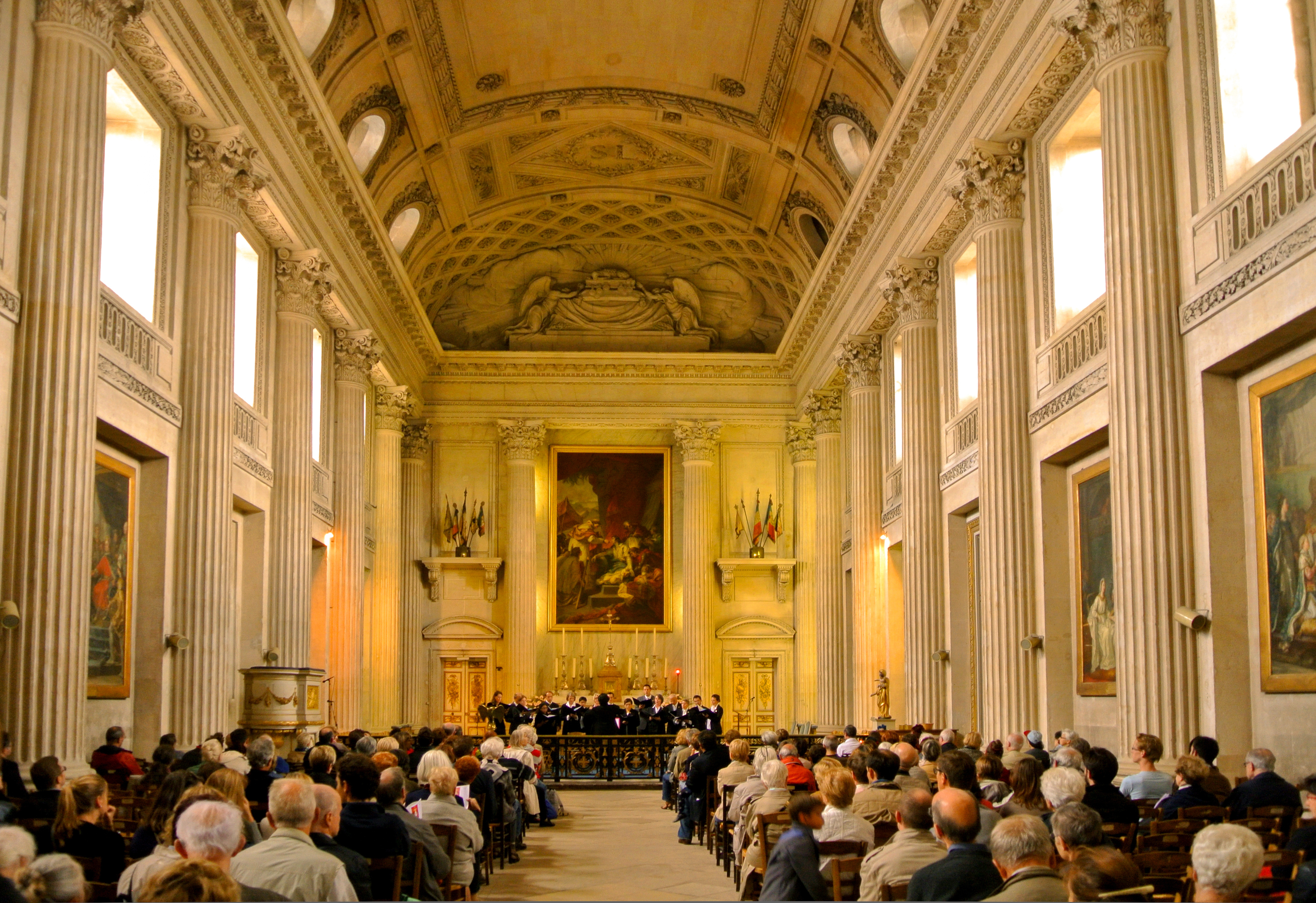
Капелла Людовика Святого в Военной школе

Сейчас в комплексе зданий Военной школы находятся военные учебные и исследовательские учреждения Франции:
- Военная академия[фр.]
- Институт стратегических исследований Военной школы[фр.]
- Центр перспективных военных исследований[фр.]
- Высшая школа офицеров Генерального штаба[фр.]
- и ряд других

Военная академия — учреждение высшего военного образования Франции. Она является преемником бывшего Collège interarmées de Défense (Коллежа родов войск), который сам был результатом слияния четырёх Écoles supérieures de guerre (Высших военных академий) — французской армии, французского Военно-Морского Флота, французских ВВС и национальной жандармерии, а также Cours supérieur interarmées (Высших военных курсов); это слияние было произведено 1 сентября 1993 года. Военная академия находится в комплексе зданий Военной школы, подчиняется начальнику штаба обороны Франции. Обучение избирательно, диверсифицировано и ориентировано на взаимодействие родов войск, международные отношения и военное планирование.